# Saint-Jean-Chambre
 Saint-Jean-Chambre  là một xã ở tỉnh Ardèche, vùng Auvergne-Rhône-Alpes ở đông nam nước Pháp.